# Girton College
Girton College is een college van de Universiteit van Cambridge en werd in 1869 opgericht door Emily Davies en Barbara Bodichon als een "college voor vrouwen". Het is daarmee een van de oudste colleges in het Verenigd Koninkrijk die speciaal voor vrouwelijke studentes zijn opgericht. Het hoofddoel van dit college is het bieden van gelijke toegang tot hoger onderwijs voor studenten uit alle sociale groepen en nationaliteiten. Daaronder zijn sinds 1979 ook de mannelijke studenten.
Girton College heeft grote tuinen, een eigen sportveld en als enige Oxbridge-college een verwarmd zwembad.
Het zustercollege in Oxford is Somerville College.

## Geschiedenis
Girton College begon aanvankelijk als The College for Woman, een wooneenheid voor vijf vrouwelijk studenten in Hitchin, graafschap Hertfordshire. In 1873 werd het huidige hoofdgebouw overgenomen in het dorp Girton, op ongeveer vijf kilometer ten noordwesten van het stadscentrum van Cambridge. Deze afstand was dichtbij genoeg voor de hoogleraren om te bereiken, maar ver genoeg voor de mannelijke studenten die zich ophielden in de vele colleges in het centrum van Cambridge.
Pas op 27 april 1948, toen vrouwen voor het eerst volledige lidmaatschap verkregen aan de Universiteit van Cambridge, werd Girton College officieel een van de constitutionele colleges van Cambridge. Met het honderdjarige jubileum van het college werd ter uitbreiding in 1969 Wolfson Court nabij het stadscentrum gebouwd. Dit gebouw staat nu tegenover het ultramoderne "Centre for Mathematical Sciences"-gebouw.

## Oud-studenten
Beroemde oud-studenten van Girton College zijn onder anderen:
- Jordaanse koningin Dina bint 'Abdu'l-Hamid
- wetenschapster Hertha Ayrton
- triatleet Alistair Brownlee
- actrice Raquel Cassidy
- koningin Margrethe II van Denemarken
- musicus Delia Derbyshire
- rechter en voorzitter van het Hooggerechtshof van het Verenigd Koninkrijk Brenda Hale
- rechter Rosalyn Higgins
- Arianna Huffington, mede-oprichtster van The Huffington Post
- filosofe Emily Elizabeth Constance Jones
- zoöloge Sidnie Manton
- biochemicus Dorothy Needham
- Giulio Regeni
- econoom Joan Robinson
- schrijfster Diana Ross
- filosofe Susan Stebbing
- geheim agent Christopher Steele
- Japanse prinses Hisako Takamado
- comédienne, tv-presentatrice en schrijfster Sandi Toksvig

Margaret Burbidge, Anita Desai, Honor Bridget Fell, Joan Oates, Rebecca Posner en Olga Taussky-Todd doceerden hier en Virginia Woolf gaf er lezingen.
Vanaf 1936 tot haar pensionering in 1968 was de beroemde wiskundige Mary Cartwright werkzaam aan Girton College, jarenlang als decaan.
Ook het fictieve personage Violet Marsh uit Agatha Christies Uit Poirots praktijk studeerde aan Girton College.

## Galerij

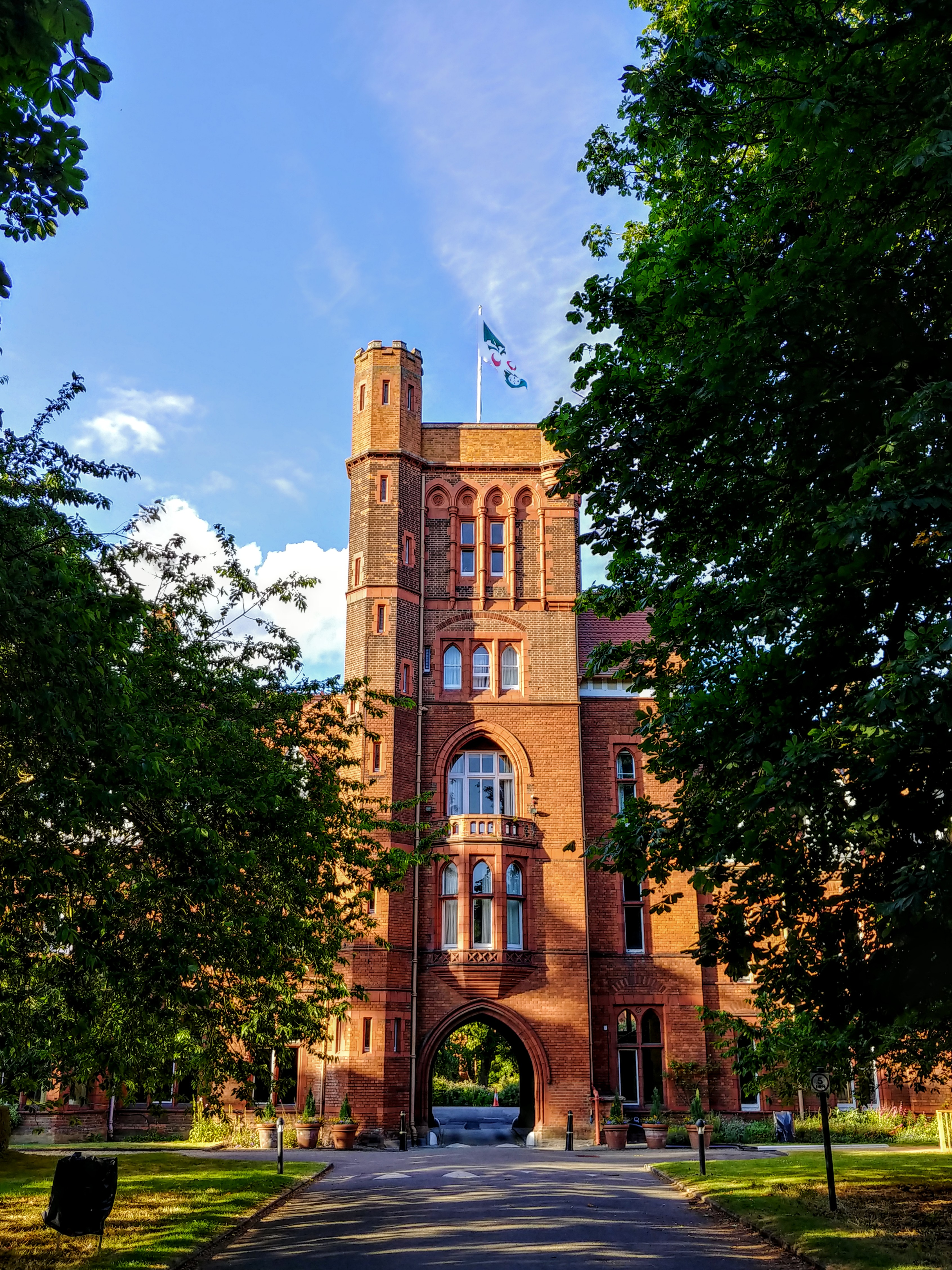
Hoofdingang
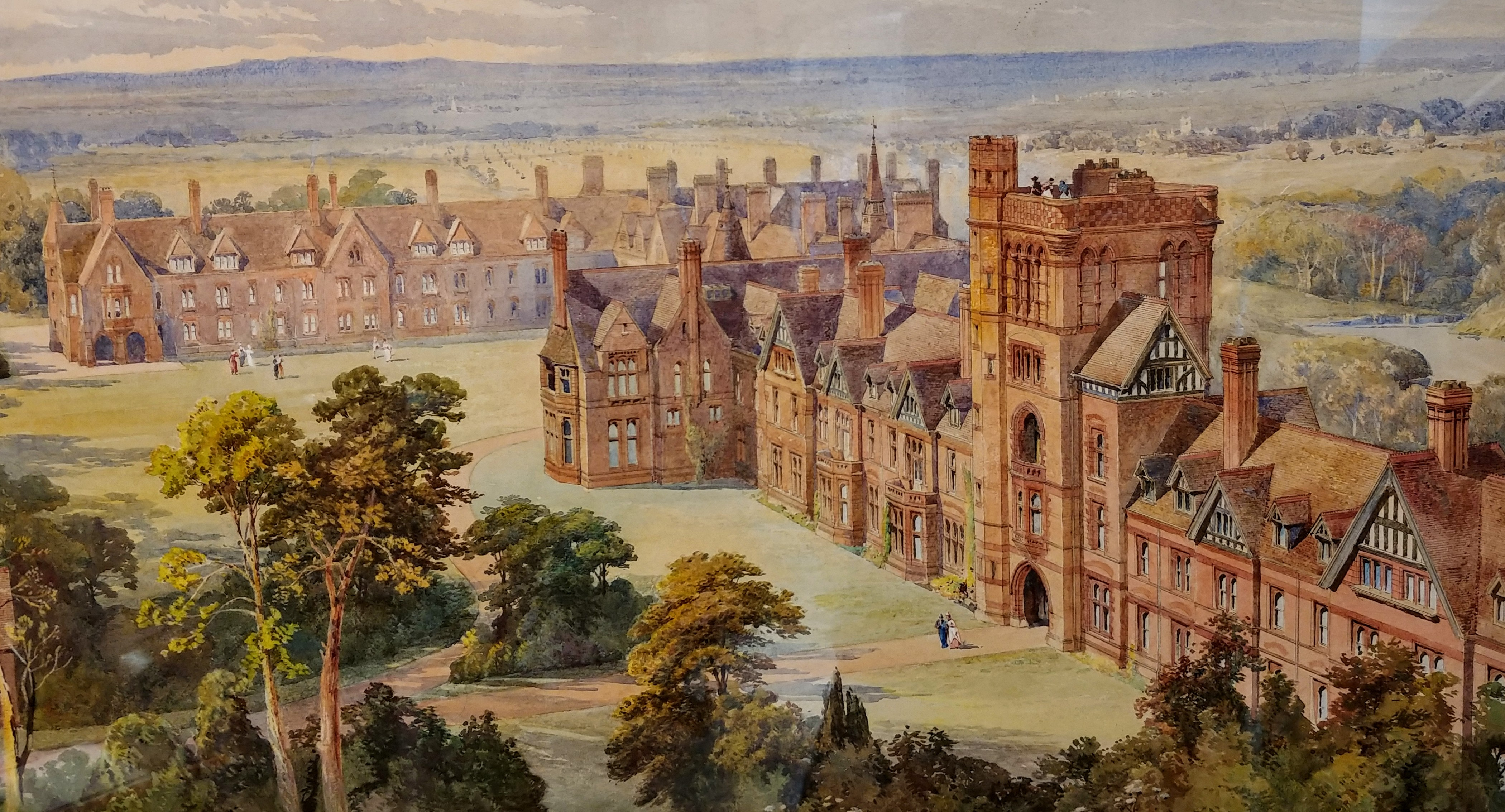
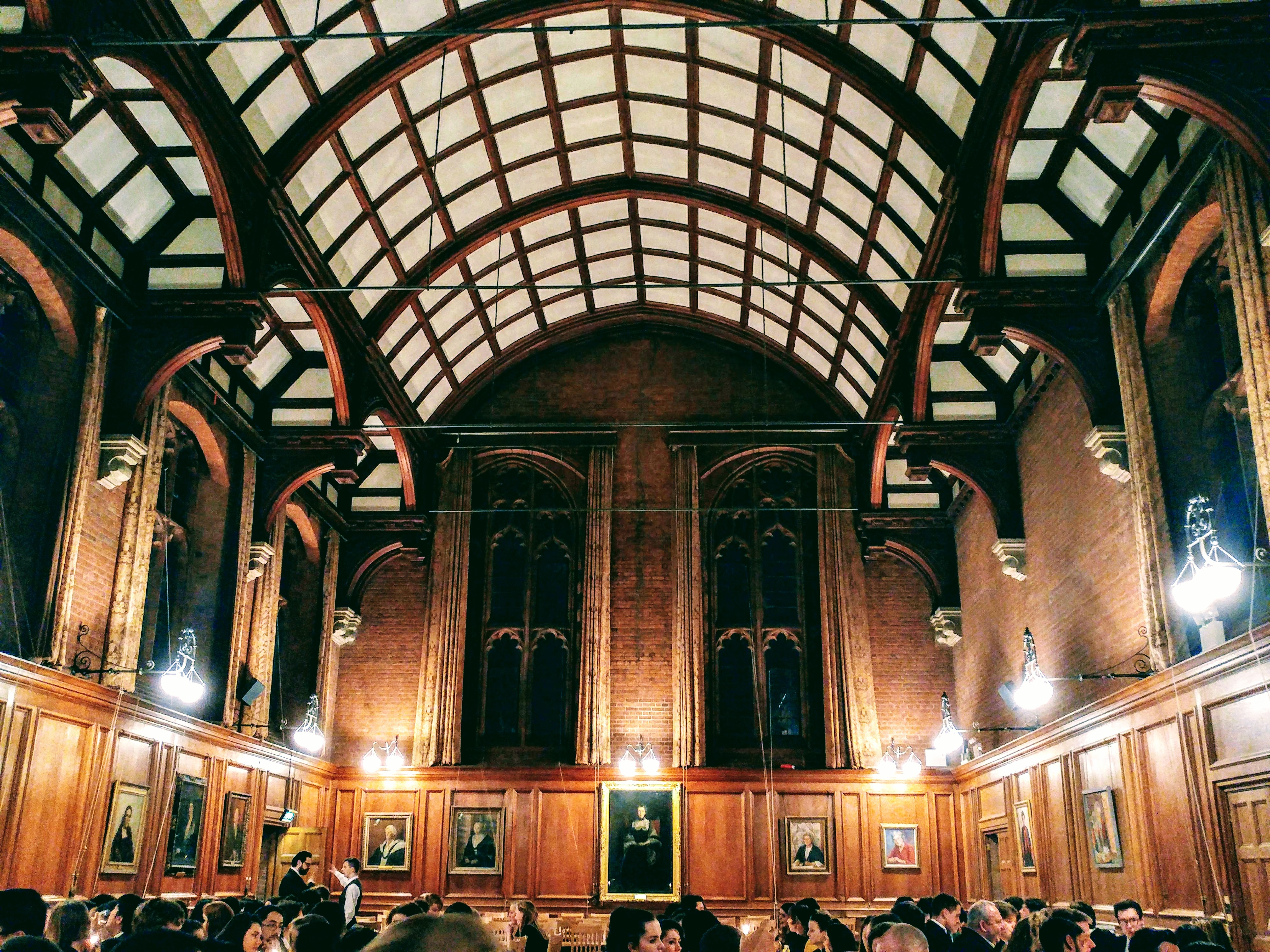
Eetzaal
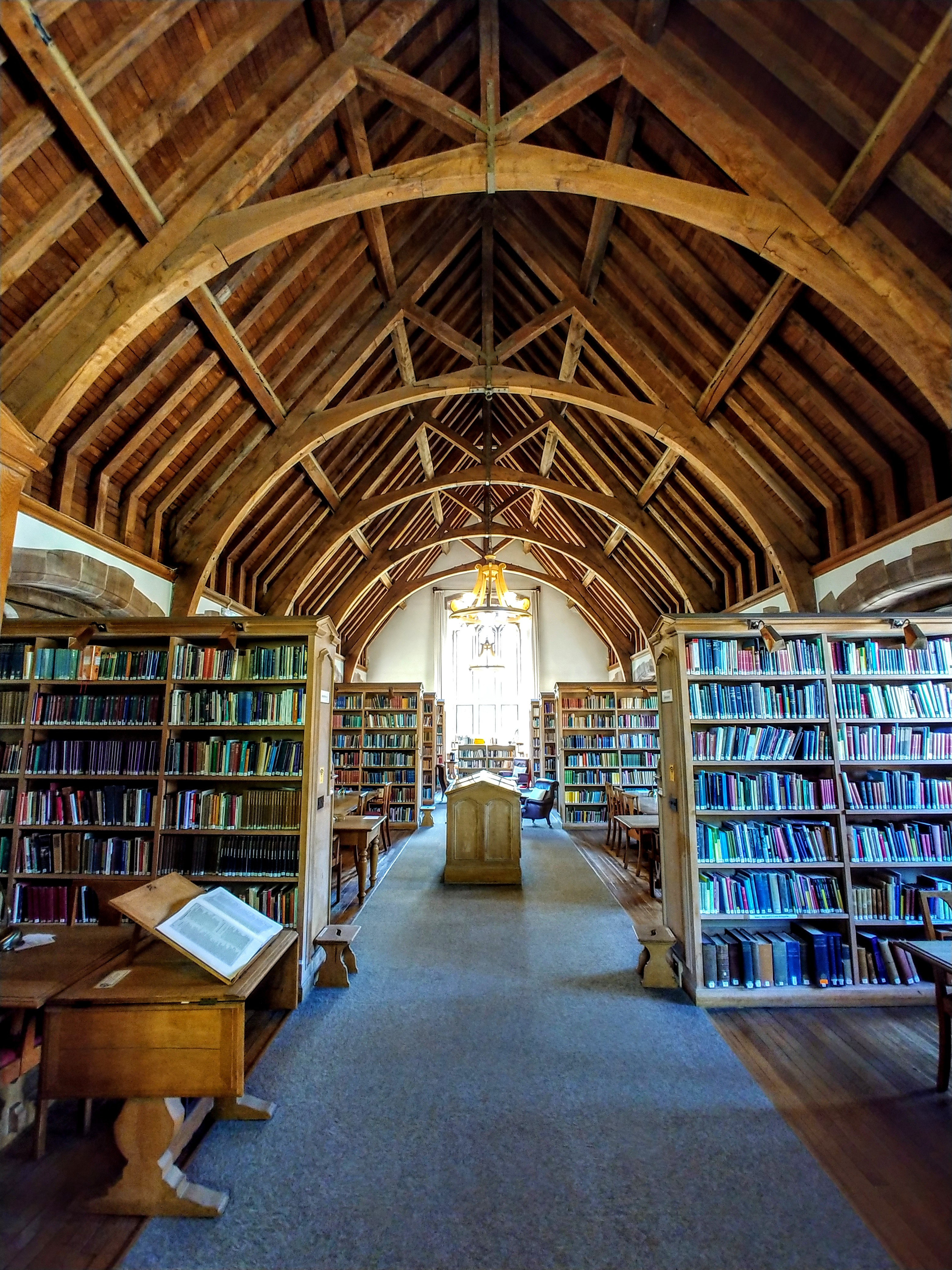
Bibliotheek
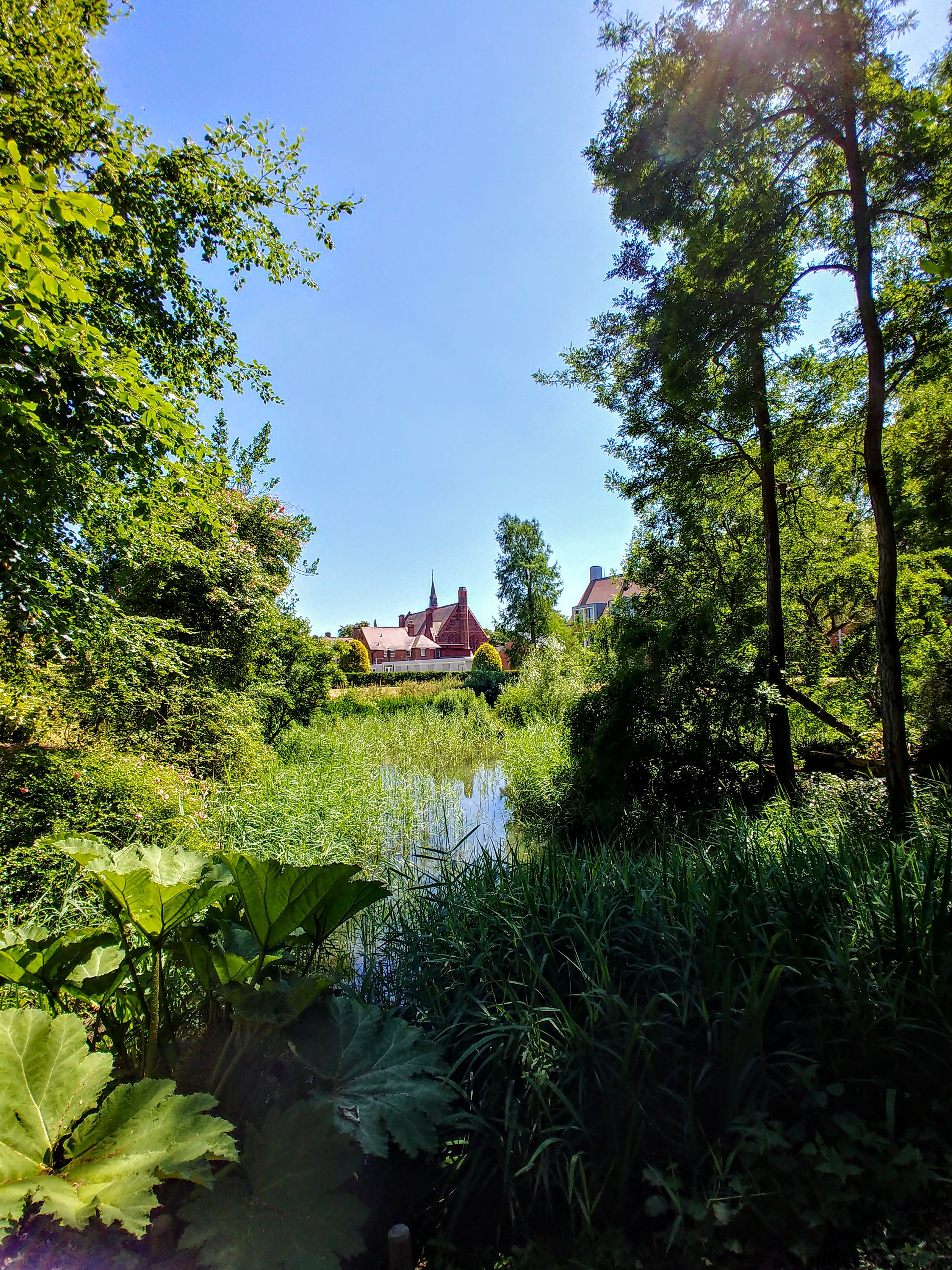
Eendenvijver
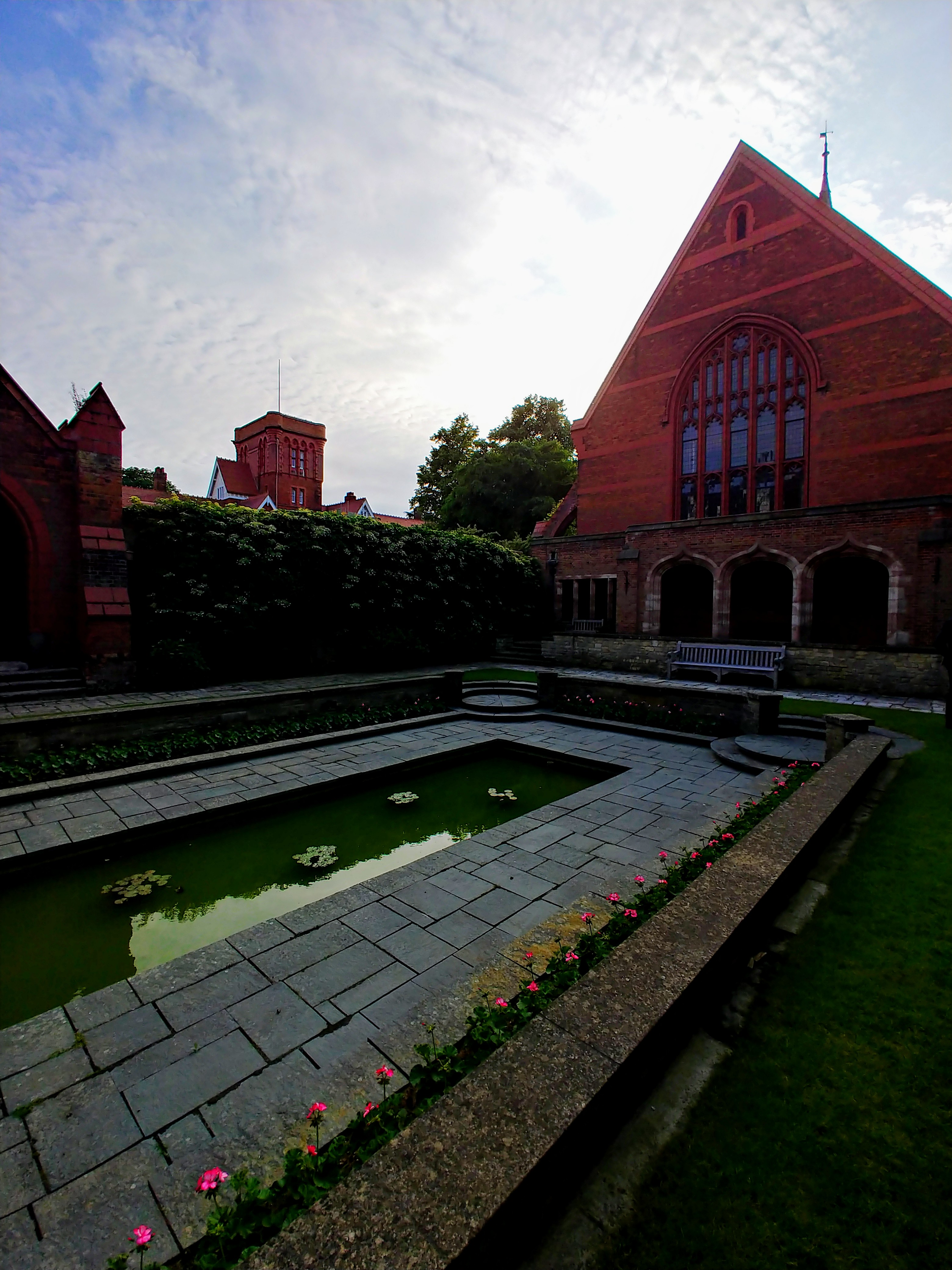
Eliza Baker Court